# 나가사키 전기 궤도

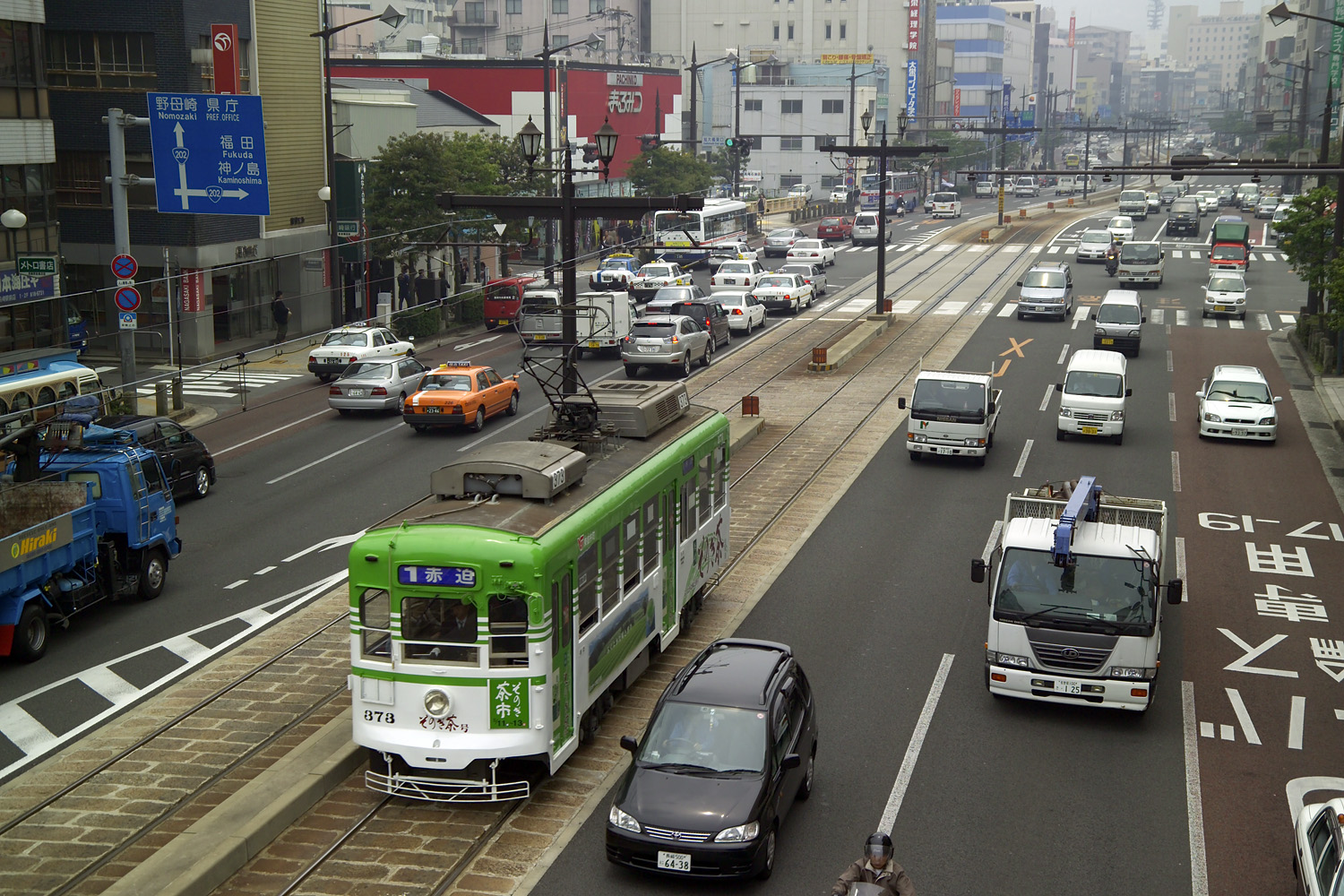
국도 상을 달리는 노면 전차

나가사키 전기 궤도 주식회사(일본어: 長崎電気軌道, ながさきでんききどう)는 나가사키시 안에서 노면 전차 노선을 영업하는 궤도 사업자다. 2000년의 니시테쓰 기타큐슈 선 폐지 이후, 순전한 궤도 사업자로서는 규슈 내 유일한 개인기업이 되었다.
통칭은 전철 또는 나가사키 전철이며, 현지 주민은 전차라고도 한다(JR을 「JR」「열차」「기차」등이라고 불러 구별하고 있다). 전화번호부에도 「나가사키 전기 궤도」이외에 「나가사키 전철」로 표기하고 있다. 또한 자료에 따라서는 나가사키 전궤라고 하는 약칭을 이용하기도 하나, 일반적이지는 않다.
1914년 8월 2일 설립. 1915년 11월 16일, 병원 아래(病院下,현재의 대학 병원 앞) -쓰키마치간의 전기 궤도 (노면 전차)를 개통해, 현재 5 노선 4 계통 영업중이다. 이전에는 버스 사업도 하였지만, 1971년에 나가사키 자동차(나가사키 버스)에 양도했다.

## 역사

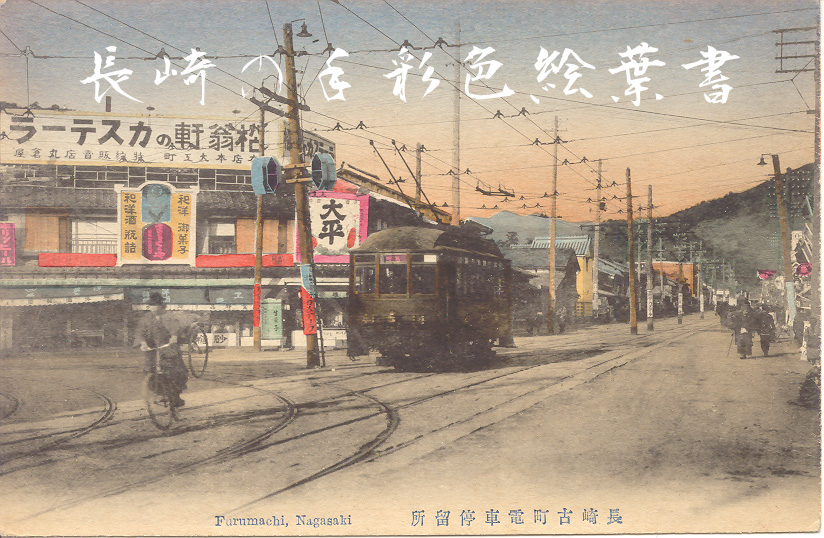
나가사키 후루마치 전차 정류소, 손채색 그림 엽서

### 다이쇼기
- 1914년(다이쇼 3년)8월 2일：창립총회를 나가사키 상업 회의소에서 개최(자본금 50만엔)
- 1915년(다이쇼 4년)
  - 5월:공사 시공이 인가되어 착공.
  - 11월 16일：병원 아래(病院下)(현재의 나가사키 대학 부속 병원 정문 부근) - 쓰키마치 사이(현재의 1,2호 계통) 개통, 영업 개시.
- 1916년(다이쇼 5년)12월 27일：지바마치(현재의 쓰키마치-데지마간) - 오우라카이간도리 사이 개통.
- 1917년(다이쇼 6년)6월 4일：오우라카이간도리 - 이시바시 사이(현재의 5호 계통) 개통.
- 1919년(다이쇼 8년)12월 25일：나가사키 역 앞 - 사쿠라마치 사이(현재의 3호 계통) 개통. 전철의 개통으로 인력거의 폐업 속출.
- 1920년(다이쇼 9년)
  - 7월 9일
    - 사쿠라마치 - 스와 신사 앞 사이(현재의 3호 계통) 개통.
    - 병원 아래 - 시타노카와(현재의 나가사키 서양관 부근) 사이(현재의 1, 2, 3호 계통) 개통.

  - 12월 25일：후루마치(현재의 공회당 앞-스와 신사 앞간) - 쓰키마치 사이(현재의 5호 계통) 개통.
- 1921년(다이쇼 10년)
  - 4월 30일：니시하마노마치 - 시안바시 사이(현재의 4호 계통) 개통.
  - 5월 23일：모리마치 차고 화재에 의해 차량 19량 소실.
  - 6월 28일：전차 운임의 구간제를 폐지해, 전선 균일 요금으로 개정
  - 6월：시안바시 종점에 서양식 3층 건물의 빌딩을 건설(1층 승객 승합소, 2・3층 간이 식당)
- 1924년(다이쇼 13년)：나가사키 항내 연락선의 신설을 계획.
  - 이 때 나가사키 교통선 주식 회사가 오하토-미즈노우라마, 모토후나마치-시가간에 연락선을 운항하고 있었지만,나가사키 전철의 진출에 위협을 느껴 동년 4월 1일에 나가사키시에 영업권을 양도해 시영 교통선으로서 운행을 개시했다.
- 1925년(다이쇼 14년)
  - 5월：항내 연락선 개업에 대비해 미쓰비시 나가사키 조선소에서 「전차환」6척을 건조.
  - 7월：아사히마치・미즈노우라마 항로로 항내 연락선 「전차환」을 취항, 시영 교통선과 대항.
  - 12월：도마치 항로로 전차환을 취항.

### 쇼와기(패전 전)
- 1927년(쇼와 2년)

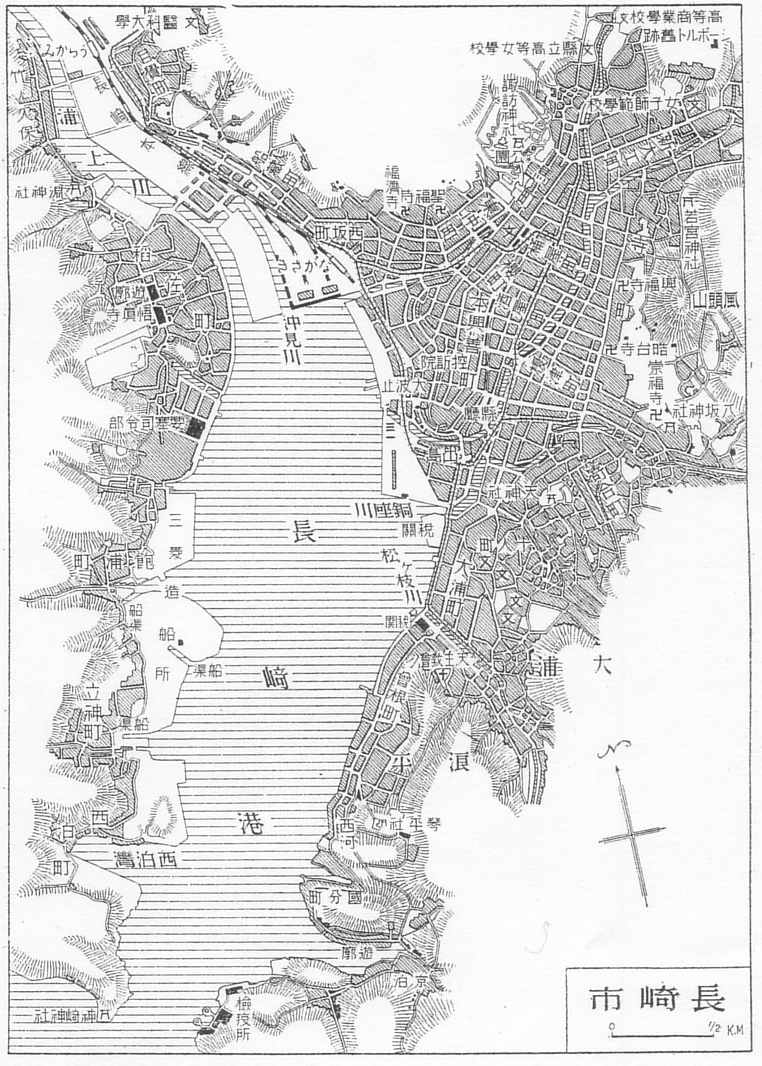
1930년 무렵의 나가사키 시의 지도

  - 10월 12일：노면 전차 운임 가격 인상 반대로 시민 대회가 개최된다.
  - 11월 1일：운임 개정. 나가사키 전철, 조조 할인(오전 5시- 7시)의 실시 등으로 일부 양보해, 전철 운임을 인상.
- 1930년(쇼와 5년)
  - 5월 8일：규슈 기선의 오하토-후루코마치, 후루코마치-다테가미간의 운항권과 설비를 5만엔에 매수.
  - 9월 20일：규슈 기선의 항로를 계승해 운항을 개시.
- 1933년(쇼와 8년) 12월 25일：사타노카와 - 오하시 사이(현재의 1,2,3호 계통) 개통.[1]
- 1934년(쇼와 9년)12월 20일：스와 신사 앞 - 호타루자야 사이(현재의 2,3,4,5호

계통) 개통.
- 1943년(쇼와 18년)
  - 1월：군수 공장의 출근 시각에, 공장 직원 최우선의 수송을 개시. 정차하는 역을 줄여 급행 운전으로 한다.
  - 12월 18일：연락선(전차환)과 설비 모두를 나가사키 시에 73만엔에 양도.
- 1944년(쇼와 19년)
  - 1월：전쟁에 의한 인력 부족때문에 학도 운전기사가 탄생.
  - 8월 1일：운임 개정. 종업원의 대우개선을 위해서 운임을 10전으로 인상(+4전).
  - 9월：첫 여자 운전기사가 등장. 인력 부족은 보다 심각하게 된다.
  - 10월 10일：오하시 차고 화재에 의해 차량 8량 소실.
- 1945년(쇼와 20년)8월 9일：원폭 투하에 의해 전선

불통, 차량 16량 소실, 직원 120명 사망.

### 쇼와(패전 후)
- 1945년(쇼와 20년)11월 25일：운행 재개.(나가사키 역 앞-호타루자야간)
- 1946년(쇼와 21년)
  - 3월 1일：전후의 물가상승에 수반해 운임 인상.
  - 8월 22일：운임을 30전으로 인상(+10전).
- 1947년(쇼와 22년)
  - 2월 16일：운임 개정. 40전으로 인상(+10전).
  - 5월 16일：원폭으로 괴멸적 피해를 받은 우라카미 역 앞 - 오하시간이 복구, 병원아래에 우회하던 구 선을 폐지해, 현재의 우라카미 역 앞-하마구치마치를 연결하는 직선 루트의 새 선로 신설.
  - 7월 6일：운임 개정. 1엔으로 인상(+60전).
- 1948년(쇼와 23년)
  - 1월 1일：운임 개정. 1엔 50전으로 인상(+50전).
  - 5월 18일：운임 개정. 2엔 50전으로 인상(+1엔).
- 1949년(쇼와 24년)5월 18일:운임 개정. 5엔으로 인상(+2엔 50전).
- 1950년(쇼와 25년)
  - 5월 12일：운임 개정. 6엔에 가격 인상(+1엔).
  - 9월 16일：우라카미 방면의 인구증가에 수반해 오하시 - 스미요시 사이(현재의 1,2,3호 계통) 개통.
- 1951년(쇼와 26년) 9월 1일：운임 개정. 8엔으로 인상(+2엔).
- 1952년(쇼와 27년) 6월 1일：운임 개정. 10엔으로 인상(+2엔).
- 1953년(쇼와 28년)
  - 4월 1일：버스 사업에 참가. 스미요시・호타루자야간의 전차 노선과 병행한다. 거리 8.366 km, 차량 7대.
  - 9월 1일:운임 개정. 13엔으로 인상(+3엔).
- 1960년(쇼와 35년) 5월 7일：스미요시 - 아카사코 사이(현재의 1,2,3호 계통) 개통.
- 1961년(쇼와 36년) 11월 1일：운임 개정. 15엔으로 인상(+2엔).
- 1962년(쇼와 37년)7월 8일：363호 차량이 폭주해 신다이쿠마치에서 365호 차량과 충돌. 12명이 사상. 차량은 대파해, 일본차량에 회송 수리 후 복귀했다.
- 1965년(쇼와 40년)6월 1일：운임 개정. 20엔으로 인상(+5엔).
- 1968년(쇼와 43년)
  - 6월 17일：시안바시 - 쇼가쿠지시타 사이(현재의 1, 4호 계통) 개통.
  - 3월 10일：전철에 가이드 코더(차내 안내용 녹음 테이프)를 설치(원맨화의 준비)
  - 12월 1일：시내 전철 원맨화 운행 개시(당초 5량). 일부 버스 노선으로도 원맨화 운행을 개시.
- 1969년(쇼와 44년)5월 1일：운임 개정. 25엔으로 인상(+5엔). 아이 15엔.
- 1971년(쇼와 46년)3월 1일：버스 사업을 나가사키 자동차에 양도.
- 1973년(쇼와 48년)4월 9일：운임 개정. 어른 30엔(+5엔)으로 인상.아이 20엔(+5엔)으로 인상.
- 1974년(쇼와 49년)10월 17일：운임 개정. 어른 40엔(+10엔)으로 인상. 아이는 그대로 20엔.
- 1975년(쇼와 50년)4월 17일：운임 개정. 어른 50엔(+10엔)으로 인상. 아이 30엔(+10엔)으로 인상.
- 1977년(쇼와 52년)
  - 1월 21일：운임 개정. 어른 60엔으로 인상(+10엔). 아이는 그대로 30엔.
  - 8월 4일：하루 승차권의 판매를 개시.
- 1978년(쇼와 53년)8월 16일：전철 전 차량 원맨화 완료.
- 1979년(쇼와 54년)6월 1일：운임 개정. 어른 70엔으로 인상(+10엔), 아이 40엔으로 인상(+10엔).
- 1980년(쇼와 55년)：경량 전철(2000형)을 도입.
- 1981년(쇼와 56년) 9월 1일：운임 개정. 어른 80엔으로 인상(+10엔), 아이는 그대로 40엔.
- 1982년(쇼와 57년)7월 23일：나가사키 홍수에 의해, 동일 저녁부터 26일까지의 사이 전선 운휴.
- 1983년(쇼와 58년)8월 4일：운임 개정. 어른 90엔으로 인상(+10엔), 아이 50엔으로 인상(+10엔).
- 1984년(쇼와 59년) 6월 1일：운임 개정. 어른 100엔으로 인상(+10엔), 아이는 그대로 50엔.
- 1987년(쇼와 62년)4월 6일：전철 원폭 순직자의 비 제막식을 거행. 나가사키 전기 궤도 OB가 마쓰야마마치의 폭심지 공원에 비를 건립.

### 1990년 이후
- 1990년(헤세이 2년)
  - 6월 11일：이리에마치 전차 정류장 폐지.
  - 7월：레스토랑, 문화센터 등을 갖춘 나가사키 서양관을 하마구치마치에 건립. 운영은 자회사인 나가덴 크리에이트. 나가사키 서양관은 궤도상에 건설되어 노면 전차용의 터널이 설치되었다.
- 1998년(헤세이 10년)：쇼와마치도리 전차 정류장을 일시 폐지해, 지토세마치 전차 정류장을 설치. 쇼와마치도리는 후에 아카사코 방면만 부활.
- 1999년(헤세이 11년)8월 31일：아카사코-이시바시 선 폐지.
- 2003년(헤세이 15년)：초저상 전철(3000형)을 도입, 전용

다이어를 마련한다.
- 2007년(헤세이 19년)
  - 5월 19일：공회당 앞 교차점에서 3계통 아카사코 행이 탈선 사고.
  - 5월 24일：위와 같은 장소에서 동 계통 동 행이 다시 탈선. 후일 원인 구명을 위해서 3호 계통아카사코 행을 운휴. 대체로서 2계통 아카사코 행을 운행.
  - 7월 2일：규슈 운수국으로부터, 2006년에 일으킨 사고를 보고하지 않았다고 행정 지도를 받는다(후술).
  - 7월 19일：3계통 아카사코 행의 운행 재개. 이것에 의해 2계통의 대체 운행과 임시편의 운행을 종료.
- 2008년(헤세이 20년)
  - 3월 20일：일부 차량(16량)에 나가사키 스마트 카드가 사용 가능해진다.
  - 12월：2량을 제외한 전 차량에 나가사키 스마트 카드의 대응 완료.
  - 12월 31일：90년 이상 계속된 종이식 회수권의 발매를 종료.
- 2009년(헤세이 21년)
  - 1월 1일：쓰키마치 전차 정류장에서의 승계권에 대신하는 나가사키 스마트 카드에 의한 승계무료 대응 개시.
  - 1월 10일：정기권 타입의 나가사키 스마트 카드의 발매 개시.
  - 10월 1일：25년 만에 운임 개정. 어른 120엔으로 인상(+20엔), 아이는 60엔으로 인상(+10엔).
- 2010년(헤세이 22년)4월 30일：본사에 있던 노면 전차 자료실을 이전해 나가사키 서양관 내에 노면 전차 자료관을 개관.
- 2011년(헤세이 23년)2월 15일：초저상 전철(5000형)을 도입.

## 경영 체계
나가사키 시는 협소한 골짜기의 선상에 시가지가 형성되어 면적 확대가 잘 되지 않는다. 이것은, 공공 교통기관을 운영하기에 유리한 조건이다. 또, 균일제 운임의 채용, 차량이나 선로의 포석 등을 다른 기업으로부터 양도해 칼라 전철, 전차 내의 광고 등의 선전료에 의해 흑자 경영을 실현하고 있다.
나가사키 시 북부, 나메이시 방면에의 연장 계획이 있지만, 구배, 도로 폭의 제약, 건설비라고 하는 문제가 있어 진전하고 있지 않다. 나가사키 역 부근의 연속 입체 교차화 사업에 의해 고가역이 되는
나가사키 역 하부에 노면 전차를 연장할 예정이 있다. 또 우라카미가와 강 대안의 이나사・아쿠노우라 방면에 연장하는 구상도 내고 있다. 이 구상은 아사히오하시의 재가설이 조건이 되고 있다。
운임은 1984년 6월 1일에 1회 승차 90엔에서 100엔(아이는 50엔)으로 개정한 이후,25년간 가격 인상을 실시하지 않았다. 1989년의 소비세 도입, 1997년의 소비세 세율 인상 때도 「10엔의
가격 인상은 편승 가격 인상이 된다」라고 해 소비세는 전가되지 않고, 100엔인 채 그대로 두어졌다. 막바지 100엔 균일 운임의 커뮤니티 버스의 선구자적인 존재라고도 생각된다. 2008년에 향후의 바리어 프리 대응이나 운행 정보 관리 시스템 등의 도입이라고 하는 설비 투자나 안전 대책으로 경비의 증대가 전망되기 위해, 2009년도 이후 운임을 가격 인상할 방침인 것이 밝혀져, 2009년 8월 3일에 동년 10월 1일부터 운임을 1회 승차 120엔(아이 60엔)으로 인상하는 것을 결정해, 규슈 운수국에 인가 신청을 해 동년 8월 31일에 인가되었다. 그리고, 동년 10월 1일부터 25년 만에 운임을 인상해, 120엔으로 했다.
11매 철 1000엔의 회수권을 발행하고 있었지만, 2008년 3월 20일부터 차례차례 나가사키 스마트 카드를 이용할 수 있게 되어, 2008년 12월에 150형・160형을 제외한 전 차량으로 사용 가능해졌기 때문에, 회수권은 2008년 12월 31일에 발매를 종료했다. 2009년 9월 30일까지 사용 가능하고, 그 이후는 2009년 12월 31일까지 환불이 된다. 또, 나가사키 스마트 카드 도입과 함께 운임상자가 자동 환전기 첨부의 것으로 갱신되었고, 환전봉투와 수동 운임상자도 150형・160형을 제외하고 자취를 감추었다. 다만, 축제나 정령띄우기 등으로 혼잡한 경우는 관계자가 수동 운임상자와 나가사키 스마트 카드의 카드 리더를 가지고 전차 정류장에 선다.
나가사키 스마트 카드의 전차량 대응에 의해 2009년 1월 1일부터 쓰키마치 전차 정류장에서 받을 수 있는 환승권은 현금・회수권 이용자만 되어, 스마트 카드 이용자는 자동적으로 후의 승차가 무료가 되도록 설정되어 있다(다만,30분 이내의 시간제한 있어). 2009년 1월 10일부터 나가사키 전기 궤도에서도 정기권 타입의 나가사키 스마트 카드가 발매되고 있다.
또, 나가사키 시내의 주된 관광지에 갈 수 있기 때문에 관광객・수학 여행생의 이용도 많아, 그러한 이용자는 1매 500엔의 「1일 승차권」을 이용하기도 한다. 500엔이라고 하는 금액은 타도시의 프리 표보다는 싼 편이지만, 통상 운임이 120엔이기 때문에 5회 이상 타지 않으면 손해이다。덧붙여 1일 승차권은 차내에서는 판매하고 있지 않았기 때문에, 승차 전에 나가사키 역내 관광안내소 등에서 구입할 필요가 있다.

### 사고
2007년 7월 2일,규슈 운수국으로부터 2006년에 일으킨 3건의 추돌・접촉 사고를 보고하지 않아 안전 관리 등의 개선을 요구하는 행정 지도를 받았다. 사고는 운전기사가 골절하는 사고도 있었지만,회사는 「경미한 사고라고 인식하고 있었다」라고 해서 파문이 일었다.

## 운행

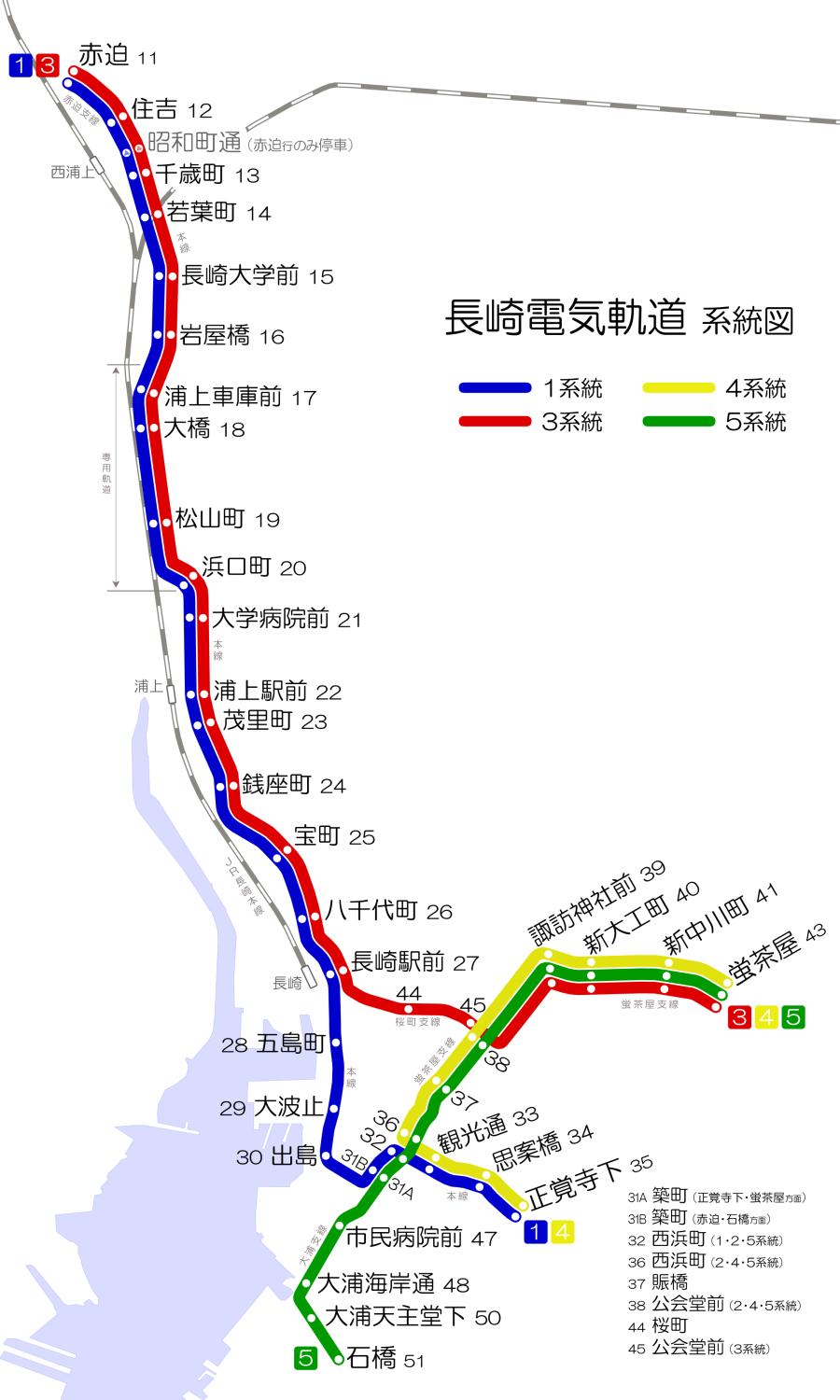
나가사키 전기 궤도의 계통도

아래와 같은 5 계통이 운행되고 있다.
■1호 계통(파랑)아카사코 - (오우라 지선) - 스미요시 - (본선) - 소후쿠지절(약 5분 간격)
□2호 계통(흰색)아카사코 - (오우라 지선) - 스미요시 - (본선) - 니시하마노마치 - (호타루자야 지선) - 호타루자야
■3호 계통(빨강)아카사코 - (오우라 지선) - 스미요시 - (본선) - 나가사키역앞 - (사쿠라마치 지선) - 시청 - (호타루자야 지선) - 호타루자야(약 6분 간격)
■4호 계통(노랑)호타루자야 - (호타루자야 지선) - 하마노마치 아케이드 - 간코도리 - (본선) - 소후쿠지절(약 7분 간격)
■5호 계통(초록)호타루자야 - (호타루자야 지선) - 니시하마노마치 - (본선) - 신치차이나타운 - (오우라 지선) - 이시바시(약 7분 간격)
- 2호 계통은 심야 왕복 1편씩 운행하고 있을 뿐으로, 시각표・노선도 등에는 표시되어 있지 않지만, 월년 운전시에는 심야에 약 8분 간격으로 운행되는 것 외에 정령 띄우기 등의 이벤트시, 혹은 어떠한 사정으로 3호 계통이 운휴가 되었을 때에 대체해 운행되는 일이 있다. 최근의 사례에서는 저상 차량인3000형이 도입된 2005년에 3000형 전용 다이어 안에 일시적으로 짜넣어지고 있던 것 외(동형 증가로 수반해 폐지된), 2007년 5월에 공회당 앞에서 발생한 3호 계통의 탈선 사고의 영향으로, 5월 24일- 7월 18일까지 2호 계통의 아카사코 행이 대체로서 종일 운행되었다(호타루자야 행은 3호 계통으로 통상 운행).
- 이전에는 조조 심야 등의 시간대에 개수가 적은 아카사코- (오하토)- <쓰키마치> -이시바시(7호 계통)도 운행되고 있었지만, 1999년 8월 31일 폐지되었다. 이 때문에 현재 아카사코-이시바시에 가기 위해서는 쓰키마치에서의 환승이 필요하다.
- 이 외, 출입고 계통으로서 우라카미 차고 앞-아카사코(통칭 Z계통)의 운행이나, 이벤트시나 번망기 등에 임시편으로서 아카사코,우라카미 차고 앞-쓰키마치 등의 운행도 있다. 방향막은 2호 계통과 같이 흰색이며, 계통 번호는 없다. 또 임시편의 경우, 차내 방송도 다음의 정류소의 안내만을 나타내는 간단한 것이 사용되기도 한다.
- 2000년 10월경에 시험적으로 역 앞 순환선의 운행을 했다. 나가사키 역 앞-사쿠라마치-공회당 앞-니시하마노마치-쓰키마치-나가사키 역 앞의 루트로 운행되었지만, 이용자가 그만큼 많지 않아 정상화에는 이르지 않았다.
- 2012년 현재는 아카사코-(오하토)-이시바시가 아니고, 아카사코-(오하토)-쓰키마치가 7호 계통으로 되어 있지만,운행상의 명칭이므로 여객 안내에서는 사용되지 않는다.

## 노선

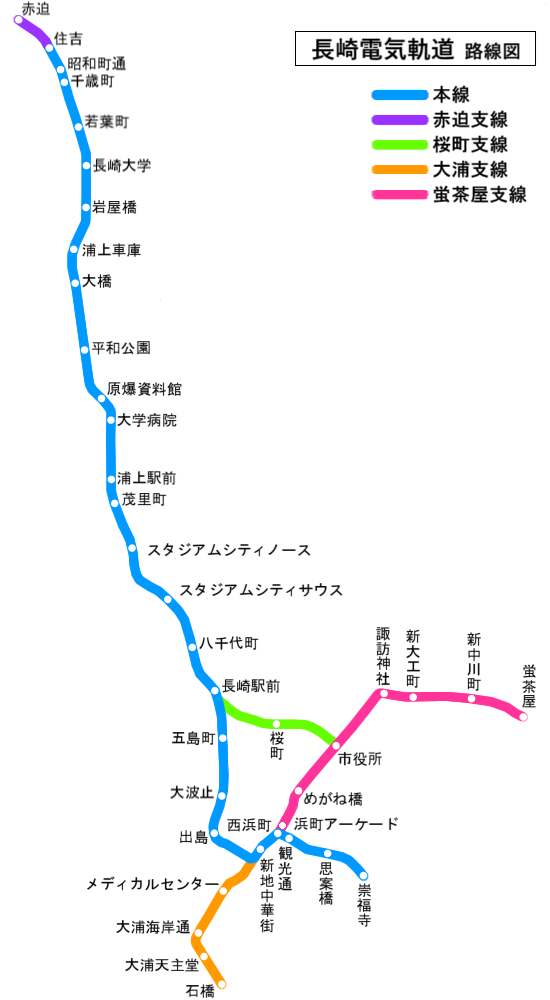
노선도

아래와 같은 5 노선,계 11.5 km를 가지고 있다. 전 노선 궤간 1435mm, 직류 600V.
본선
스미요시 - 소후쿠지절간 6.9 km(전선 복선)
- 1・2・3호 계통이 달리는 나가사키 전기 궤도의 주요 노선(4・5호 계통도 도중의 극히 일부 구간만이지만 달리고 있다).
- 본선・아카사코 지선의 운행 경로는 나가사키 자동차의 주요 노선(1번 계통 북부 방면행이나 20번 계통 나가사키 신치 터미널행 등)과 경합하고 있다. 이 때문에, 미치노오・가쓰세키・도기쓰・나가요 방면에서 나가사키 시내에 지나고 있는 통근・통학객은 아침은 아카사코나 스미요시에서 노면 전차로 갈아 타는(저녁은 그 반대)케이스가 눈에 띄고 있다.
- 2005년 6월 1일부터 나가사키 자동차가 대학 병원 선을 운행 때, 오하시 전차 정류장에 접속하는 형태로 버스를 운행하고 있다. 동일 전차 정류장에 있어서의 전철과 버스의 환승은 유럽에서는 보급되어 있지만,일본에서는 아직 드물다.
- 이와야바시-하마구치마치간은 전용 궤도이다. 이 구간은 JR 나가사키 본선의 고가와 보통주 하고 있다. JR 선이 고가화 되기 전은 JR과 노면 전차와의 건널목이 있었다.
- 1944년 1월에 전쟁시의 급행 운전을 개시하기 전은 현재보다 전차 정류장의 수가 많아, 산노 신사 앞 전차 정류장(현재의 대학병원 앞-우라카미 역 앞간), 본사 앞 전차 정류장(현재의 모리마치-젠자마치간)등이 존재했다. 자세한 것은 아래의 주된 폐지 전차 정류장을 참조.
- 쓰키마치 전차 정류장 개업 전은, 현재의 데지마-쓰키마치간에 지바마치 전차 정류장이 존재해, 오우라 방면의 환승 전차 정류장이 되어 있었다.

아카사코 지선
스미요시 - 아카사코간 0.4 km(전선 복선)
- 1・2・3호 계통이 달리고 있다. 전 열차가 본선에 직통해, 아카사코 지선만의 운행은 없다.

사쿠라마치 지선
나가사키역앞 - 시청간 0.9 km(전선 복선)
- 통상은 3호 계통만이 달린다.
- 선로의 구조로서는 사쿠라마치-공회당 앞(나가사키 경찰서 앞의 전차 정류장) -공회당 앞(나가사키시 민회관 앞의 전차 정류장)-니기와이바시로 접속하는 것도 가능하게 되어 있지만, 이 노선은 정령 띄우기 등에서 오하토 방면의 도로가 차량 통행금지가 되었을 때의 임시편으로 밖에 사용되지 않는다.
- 「후루마치 지선」이라고 기재되어 있는 자료도 존재한다.
- 이전에는 사쿠라마치 부근에서는 현재와 같이 터널에서 공회당 앞 전차 정류장에 빠지는 루트가 아니고, 급구배를 올라 현재의 가쓰야마 시장 부근, 스와 신사 방면으로 빠지는 루트가 되어 있었다.

호타루자야 지선
니시하마노마치 - 호타루자야간 2.2 km(전선 복선)
- 2・3・4・5호 계통이 달린다.
- 호타루자야 전차 정류장은 회차 가능한 나가사키 전기 궤도의 유일한 섬식 1면 2선의 전차 정류장.선로는 그대로 차고에 연결되어 있다.

오우라 지선
신치차이나타운-이시바시간 1.1 km(오우라카이간도리-이시바시간 단선)
- 통상은 5호 계통만이 달린다.
- 오하토・나가사키 역 앞・스미요시・시안바시 방면에는 직접 갈 수 없기 때문에, 쓰키마치 전차 정류장에서 1호 계통과 5호 계통의 상호 환승이 가능하게 되어 있다. 이 때, 환승권을 발행하는 것으로써 2편 아울러 운임 120엔으로의 이용이 가능(오우라 방면과 나가사키 역 앞 방면과의 환승의 경우만 나가사키 스마트 카드로 이용하면, 30분 이내이면 2회 승차분의 운임이 공제되지 않는다).
- 이 환승권은 2008년 1월 1일부터 나가사키 스마트 카드 도입에 수반하는 운임 자동 독해기 도입에 맞춰 한층 작은 사이즈로 변경되었다.
- 이전에는 쓰키마치 전차 정류장과 시민병원 앞 전차 정류장의 사이에 이리에마치 전차 정류장이 존재했지만, 1990년 6월 11일에 폐지되었다.

### 전차 정류장 번호
지명도는 별로 높지 않지만, 쇼와 말기부터 각 전차 정류장에 번호가 매겨저 있다. 아카사코 전차 정류장부터의 순서로 11번부터 전 전차 정류장(쇼와마치 거리 전차 정류장을 제외하다)에 매겨저 있다. 덧붙여 전차 정류장 폐지에 의해 결번이 생겼을 경우에서도 번호는 채우지 않는다. 자세한 것은 각 계통의 기사를 참조.

### 주된 폐지 전차 정류장
- 오카마치…오하시-마쓰야마마치간
- 시타노카와하시…마쓰야마마치-하마구치마치간
- 우라카미…하마구치마치-병원 아래간(구 선 구간)
- 병원 아래…우라카미-사카모토마치간(구 선 구간)
- 사카모토마치…사카모토마치-우라카미 역 앞간(구 선 구간)
- 이와카와마치…대학병원 앞-우라카미 역 앞간
- 다케노쿠보도리…현재의 모리마치 전차 정류장 부근
- 본사 앞……다케노쿠보도리-이히노쿠치간(구 선 구간)
- 이히노쿠치…현재의 젠자마치 전차 정류장 부근
- 이나사바시도리…현재의 다카라초 전차 정류장 부근
- 고토부키바시…이나사바시도리-야치요마치간(구 선 구간)
- 지바마치…데지마-쓰키마치간
- 에비스마치…나가사키 역 앞-분고마치간
- 분고마치…현재의 사쿠라마치 전차 정류장 부근
- 후루마치…공회당 앞-스와 신사 앞간
- 우마마치…현재의 스와 신사 앞 전차 정류장 부근
- 사쿠라바바마치…신다이쿠마치-신나카가와마치간
- 나카가와마치…신나카가와마치-호타루자야간
- 사카야마치…니기와이바시-공회당 앞간
- 이리에마치…쓰키마치-시민병원 앞간(다이에 나가사키 점 앞 부근)
- 스이시바시…이리에마치-시민병원 앞간

## 시설
- 본사-나가사키 시 오하시마치 4-5
  - 니시마치 영업소, 우라카미 차고, 공장을 병설.
- 호타루자야 영업소-나가사키 시 나카가와 2초메 14-16
- 호타루자야 차고-나가사키 시 나카가와 2초메 15-8
- 아카사코배차실-나가사키 시 나카소노마치 21
- 니시하마노마치 임시 발매소-니시하마노마치(1・5호 계통) 전차 정류장 부근의 보도상 이외 변전소, 주차장, 임대 빌딩을 소유한다.

## 차량

### 현유 차량
- 150형 151(원 하코네 등산 철도 오다와라 시내선 200형)※과거에는 152 - 155도 존재했다
- 160형 168(원 니시테쓰 후쿠오카 시내선 100형※과거에는 161 - 163・166・167도 존재했다
- 201형 201・203・205・207・209
- 202형 202・204・206・208・210
- 211형 211 - 216
- 300형 301 - 310
- 360형 361 - 367
- 370형 371 - 377
- 500형 501 - 506(오사카 시영 전차 1701형의 기기 유용차)
- 600형 601(원 구마모토 시전 170형)※과거에는 602도 존재했다
- 700형 701(원 도쿄 도 전차 스기나미 선 2000형)※과거에는 702 - 706도 존재했다
- 1050형 1051(원 센다이 시영 전차 모하 100형)※과거에는 1052 - 1055도 존재했다
- 2000형 2001(1980년제의 경량 전철. 2002호는 2010년 3월 은퇴)
- 1200형 1201 - 1205(니시테쓰 기타큐슈 선의 기기 유용차)
- 1300형 1301 - 1305(니시테쓰 기타큐슈 선 300형의 기기 유용차)
- 1500형 1501 - 1507(니시테쓰 기타큐슈 선 600형의 기기 유용차)
- 1700형 1701・1702(700형의 기기 유용차)
- 1800형 1801 - 1803(니시테쓰 기타큐슈 선 600형의 기기 유용차)
- 3000형 3001 - 3003
- 5000형 5001 - 5002

### 과거의 차량
- 자사 발주 4륜 보기차 1 - 63
- 120형 121 - 130(원 오사카 시영 전차)
- 80형 81 - 85(원 교토 시영 전차)
- 130형 131 - 134(원 한큐 기타노 선)
- 110형 111 - 120(원 니시테쓰 오무타 시내선)
- 아리아케 형 1・62・121・134(각 2대씩, 원 니시테쓰 후쿠오카 시내선)
- 170형 171 - 177(원 니시테쓰 후쿠오카 시내선 100형)
- 800형 801・802(원 도시전차 3000형)
  - 차량 자체는 해체되었지만, 나가사키 시내의 양식가게 「키친・청자」로 이 형식의 일부분이 이용되고 있다.
- 87형 87・88(원 니시테쓰 후쿠오카 시내선 꽃전차)

## 일본 최초・일본 제일
- 일본 최초의 차체 광고(칼라 전철, 1964년)
- 일본 최초의 상업 빌딩내를 달리는 노면전차(하마구치마치-마쓰야마마치간의 나가사키 서양관)
- 노면전차로서는 일본에서 제일 싼 운임(120엔 균일제)
- 현역 영업 차량으로서는 일본 최고(最古)이자 유일한 목조 전철(160형 168호. 1911년제)

## 칼라 전철(차체 광고)
일본에서 처음으로 차체 광고(현재의 랩핑 차량이 아니고, 도장에 의한 것)를 채용한 공공 교통 기관으로, 1964년에 개시되었다. 첫 스폰서는 가네보였다. 현지 기업으로부터
전국적으로 유명한 기업의 것까지 수많은 패턴이 있어, 특히 유명한 것은 1500형 1506호차의 닛신 식품 치킨 라면 호이지만 2010년 여름에 끝나 지금은 통상 도장으로 달리고 있다(다만, 최신예의 3000형은 차체 광고의 실적이 없다). 또, 철도 연결 때문인지 허드슨 소프트의 게임 「모모타로 전철」의 광고가 채용된 적도 있다. 계약은 월 단위로, 호차에 따라서는 디자인이 어지럽게 바뀌는 것도 있다. 1801호는 말 맞추기(언어유희)를 할 수 있기 때문에 현지 은행인 쥬하치 은행이 빈번히 사용하고 있다. 2004년도부터 나가사키 전기 궤도의 주최로 칼라 전철의 인기 투표도 행해지고 있다.
덧붙여 나가사키의 경관을 배려해 전 차량의 40%를 넘지 않게 조정되고 있다.

## 계통판
현재는 방향막에 행선지・계통 번호를 표시해, 색도 계통에 맞춘 것이 되어 있지만, 1984년 전후까지는 경량 전철 2000형 및, 당시 최신예의 1200형을 제외한 전 차량의 계통판을 차량 전방으로 내걸고 있었다.
계통판은 계통에 할당해진 색을 바탕으로 번호가 쓰여져 있었다(1호 계통의 바탕은 흰색이었다).

## 나가사키 전철 버스
나가사키 전기 궤도가 일찍이 가고 있던 버스 사업의 명칭. 나가사키 전궤 버스나N.E.T. 의 명칭도 사용되고 있었다.
1932년 1월, 나가사키-이사하야간의 승합 자동차 운수 영업 원서를, 다음 해에는 나가사키 시내의 동원서를 제출했지만,나가사키 현영 버스(나가사키 현 교통국)이 1934년 3월에 개업했기 때문에, 나가사키 전궤는 이사하야 선의 원서를 철회했다. 1936년 4월에는 나가사키 버스(나가사키 자동차)도 개업했지만, 그런데도 1950년경까지는 나가사키 시내 유일한 교통기관은 노면 전차였다.
그러나, 전후의 경제 부흥에 의해 라이벌 회사에 의한 시내의 버스 운행이 급격하게 확충되어 갔기 때문에, 궤도업 방어의 목적으로 다시 승합 버스의 면허를 신청해, 1953년 4월 1일부터 호타루자야-스미요시간의 전철 노선과 병행의 시내선 버스 영업을 개시했다. 도시계획에 의한 도로 신설확폭에 따라, 노선을 연장해 나가, 1955년 3월 1일에는 일반 대절 버스를, 1963년 9월 16일에서는 정기 관광 버스도 영업을 개시했다. 단지, 주요 노선은 이미 나가사키 버스에 눌리고 있던 영향도 있어, 사업 경영은 생각처럼 잘 되지 않았다. 게다가 모터라제이션의 진전이 버스 사업은 물론 원래 노면 전차 사업에도 타격을 주어 나가사키 전기 궤도 자체도 경영 부진에 빠져 버렸다. 이대로는 버스 사업・노면 전차 사업 모두 같이 망하게 된다고 생각해 경영진은 1971년 3월 1일에 버스 부문을 나가사키 자동차에 완전 양도하고, 노면 전차에 일관되었다.
이러한 상황에 빠진 버스 사업 겸영의 노면 전차 사업자는 노면 전차를 폐지하고 버스에 일관된 케이스가 많아, 버스를 폐지하고 노면 전차에 일관된 케이스는 전국에서도 드물지만, 이것은 버스 노선이 나가사키 버스나 현영 버스와 경합 하는 구간이 많았기 때문이다.
1967년 12월 5일, 버스 사업에 있어서의 미개발 노선을 커버하는 목적과 나가사키 시내의 택시 차량수의 부족,가쓰세키 지구의 개발과 발전성에 대해서의 필요성을 주어 「전철 택시」의 경영 면허의 신청서를 후쿠오카 육운국에 제출하고 있었지만, 택시업은 경합 상대가 많아 1970년1월 24일에 신청은 각하 되었다.

### 노선
버스 사업 말기의 노선 번호와 운행 계통.
- 3…오하시- 니시시로야마 소학교 입구-중앙교
- 4…오하시-현영 주택 앞-중앙교
- 5…오하시-와카쿠사마치-중앙교
- 16…오하시-대학병원 앞-중앙교
- 39…쇼와마치-시청 앞-중앙교
- 25…니시마치-사쿠라마치-호타루자야
- 105…니시마치-오하토-중앙교
- 106…하야마-오하토-중앙교
- 42…니시마치-시청 앞-중앙교
- 48…하야마-시청 앞-중앙교
- 31…호타루자야-시청 앞-니시마치
- 87…중앙교-시청 앞-데라카와 내
- 86…중앙교-나메이시 단지 내-테라카와 내
- 34…에히라 중학교 앞-대학병원 앞-나가사키 역 앞
- 97…에히라 중학교 앞-대학병원 앞-쇼가쿠지시타
- 98…에히라 중학교 앞-대학병원앞 -중앙교

## 참고 문헌
- 「대체하는 20년의 걸음」나가사키 전기 궤도, 1985년
- 다구리 유이치「나가사키 「전철」이 달리는 거리 지금과 옛날 비탈의 거리 정점 대비」JTB 퍼블리싱, 2005년. ISBN 978-4-533-05987-2
- 시의 제도 백년 나가사키 연표, 1989년 4월 1일